# Бошко Продановић
Бошко Продановић (Оточац, 1. август 1943 — Београд, 16. април 2024) био је југословенски и српски фудбалер и фудбалски тренер.

## Каријера
Био је један од најистакнутијих играча генерације Сарајева из сезоне 1966/67, која је освојила титулу првака Југославије. Заједно са Вахидином Мусемићем и његовим имењаком Бошком Антићем, Продановић је чинио убојити нападачки трио. За Сарајево је играо од 1964. до 1971. године и био је један од најбољих фудбалера у том периоду. Пре тога је играо за Динамо из Загреба, а после одласка из Сарајева, наступао је за Раднички из Крагујевца почетком седамдесетих.
За репрезентацију Југославије играо је на једном мечу: пријатељску утакмицу 25. јуна 1968. против Бразила (резултат 0:2).
Након завршетка играчке каријере, посвестио се тренерском послу и водио Напредак Крушевац и Обилић, а у неколико наврата и био члан стручног штаба Сарајева.

## Успеси
- Сарајево
  - Првенство Југославије: 1966/67.